# بوندانون، نیو ساوت ولز
بوندانون (به انگلیسی: Bundanoon) یک شهرک در استرالیا است که در نیو ساوت ولز واقع شده‌است.